# نوخندان
نوخندان (بالفارسية: نوخندان) هي مدينة تقع في إيران في خراسان رضوي. يقدر عدد سكانها بـ 2,751 نسمة .